# Romance (film, 1999)
Pour les articles homonymes, voir Romance.
Pour plus de détails, voir Fiche technique et Distribution.
Romance est un film français réalisé par Catherine Breillat, sorti en 1999. (Le film est répertorié comme Romance par le CNC. L'« X » dans le logotype utilisé sur certains marchés ne fait pas partie du titre.)

## Synopsis
Une jeune femme, Marie (Caroline Ducey), vit avec son compagnon, Paul (Sagamore Stévenin), une relation frustrante sur les plans émotionnel et sexuel. Elle a une relation sexuelle avec Paolo (Rocco Siffredi), un homme rencontré dans un bar. Son désir d'apaiser sa frustration la conduit ensuite à une série de relations, souvent éphémères, jusqu'à entamer un rapport sadomasochiste avec un homme plus âgé.

## Représentation d'actes sexuels
Dans son livre-témoignage, La Prédation (nom féminin) (Albin Michel, 2024), Caroline Ducey affirme « avoir été violée au vu et au su de la réalisatrice » Catherine Breillat sur le plateau de Romance. Elle déclare avoir été sous emprise de la réalisatrice à l'époque, et ne pas avoir été prévenue que les scènes de sexe seraient non simulées. De son côté, Catherine Breillat dément ses accusations et affirme qu'elle était au courant et consentante, en ajoutant que « tout était écrit dans le scénario ».
Le film, bien que non pornographique, contient un certain nombre d'actes sexuels non simulés. Ainsi, Caroline Ducey prend le sexe de Sagamore Stévenin dans sa bouche (fellation non complète) et le sexe en érection de Rocco Siffredi à pleines mains (masturbation). La véracité de la pénétration de Rocco Siffredi sur Caroline Ducey a par ailleurs été pendant 25 ans contestée par Caroline Ducey, mais affirmée par Rocco Siffredi.Et finalement avouée par Caroline Ducey  (P133 de son livre) Des actes sexuels non simulés (pénétrations, éjaculation) sont effectués, selon la version reçue, par des acteurs pornographiques dans une scène.

## Fiche technique
Sauf mention contraire, cette fiche technique est établie à partir d'IMDb.
- Titre original : Romance
- Réalisation : Catherine Breillat
- Scénario : Catherine Breillat
- Direction artistique : Valérie Leblanc Weber
- Décors : Frédérique Belvaux
- Costumes : Anne Dunsford-Varenne, Christian Lacroix
- Photographie : Yórgos Arvanítis
- Son : Paul Lainé
- Musique : Raphaël Tidas, DJ Valentin
- Montage : Agnès Guillemot
- Production : Jean-François Lepetit, Catherine Jacques
- Sociétés de production[10] : Flach Film, CB Films, Arte France Cinéma, Centre National de la Cinématographie (CNC), Procirep, Canal+
- Sociétés de distribution : Canvas (Belgique), Trimark Pictures, Vidmark Entertainment (États-Unis), Rézo Films, Éditions Montparnasse (France)
- Pays de production :  France
- Langue : anglais, français
- Format[11] : couleurs - 1,66:1 - Dolby Digital - 35 mm
- Genre : drame, érotique
- Durée : 99 minutes
- Dates de sorties en salles[12] : 
  - France et Belgique : 14 avril 1999
  - États-Unis : 8 octobre 1999
- Classification :
  - France : interdit aux moins de 16 ans[2]

## Distribution
- Caroline Ducey : Marie[13],[14]
- Sagamore Stévenin : Paul[15]
- François Berléand : Robert[16]
- Rocco Siffredi : Paolo[17]
- Emma Colberti : Charlotte
- HPG, Roberto Malone, Fovéa : les participants à l'orgie
- Reza Habouhossein : l'homme dans l'escalier
- Ashley Wanninger : Ashley
- Fabien de Jomaron : Claude
- Pierre Maufront : le photographe
- Jean-François Risi : le bondeur
- Régis Boullet : le collègue de bureau du bondeur

## Bande originale
Sauf indication contraire, les informations mentionnées dans cette section peuvent être confirmées par la base de données cinématographiques IMDb,  présente dans la section « Liens externes ».
- Spanish Storme par D'Shadeaux men de 1997.
- Dorn par Das Ich de 1997.
- Free Your Mind and Your Ass Will Follow par Funkadelic de 1970.

## Accueil

### Accueil critique
Sur l'agrégateur américain Rotten Tomatoes, le film récolte 50 % d'opinions favorables pour 34 critiques. Sur Metacritic, il obtient une note moyenne de 49⁄100 pour 26 critiques.
En France, le site Allociné propose une note moyenne de 3,2⁄5 à partir de l'interprétation de critiques provenant de 18 titres de presse.

## Distinction
- Nomination au prix du meilleur film étranger, lors des British Independent Film Awards 1999.